# 張永泰
張永泰（1465年—？年），字吉夫，南直隶凤阳府定遠縣人，明朝政治人物。

## 生平
治《礼记》，由國子生中式弘治十四年（1501年）辛酉科應天府鄉試第十四名舉人，年四十四歲中式正德三年（1508年）戊辰科會試第一百十九名，第三甲第二百二十四名進士。

## 家族
曾祖张璚。祖父张昱。父张谨，甲申进士。母李氏。永感下。行二，兄永通、弟永平、永和、永齡、永弼、永卿。